# François Bouchot
Pour les articles homonymes, voir Bouchot (homonymie).
François Bouchot, né le 29 novembre 1800 à Paris et mort le 7 février 1842 dans la même ville, est un peintre et un graveur français.

## Biographie
Élève à l'École des beaux-arts de Paris, François Bouchot y fut formé par Jean-Baptiste Regnault, Jules Richomme et Guillaume Lethière, dont il fréquenta l'atelier La Chidebert au no 9 rue Childebert à Paris.
En 1823, il obtient le grand prix de Rome, après avoir obtenu le deuxième prix l'année précédente. Son séjour en Italie dura sept ans.
Il reçoit les insignes de chevalier de la Légion d'honneur en 1835[réf. souhaitée].
Il exécute plusieurs commandes pour le roi Louis-Philippe, dont La Bataille de Zurich, le 25 septembre 1799 (1837, galerie des Batailles du château de Versailles), mais surtout Le Général Bonaparte au Conseil des Cinq-Cents, représentant le coup d'État du 18 Brumaire, à Saint-Cloud, le 10 novembre 1799. Commandé par Louis-Philippe en 1838 pour le château de Versailles, le tableau est exposé au Salon de 1840, l'année du retour des cendres de Napoléon en France, et sert la propagande royale légitimant le changement dynastique. La peinture est envoyée au Louvre en 1889, puis retourne à Versailles.
En 1836, l'architecte Alphonse de Gisors, chargé de l'aménagement de la chapelle du palais du Luxembourg, lui commande la décoration des peintures murales, mais François Bouchot meurt avant le début du chantier en 1842.

### Famille
Il épouse Francesca, l'une des filles du chanteur d'opéra Luigi Lablache qui, veuve, épouse en secondes noces le pianiste Sigismund Thalberg.

Portraits de François Bouchot
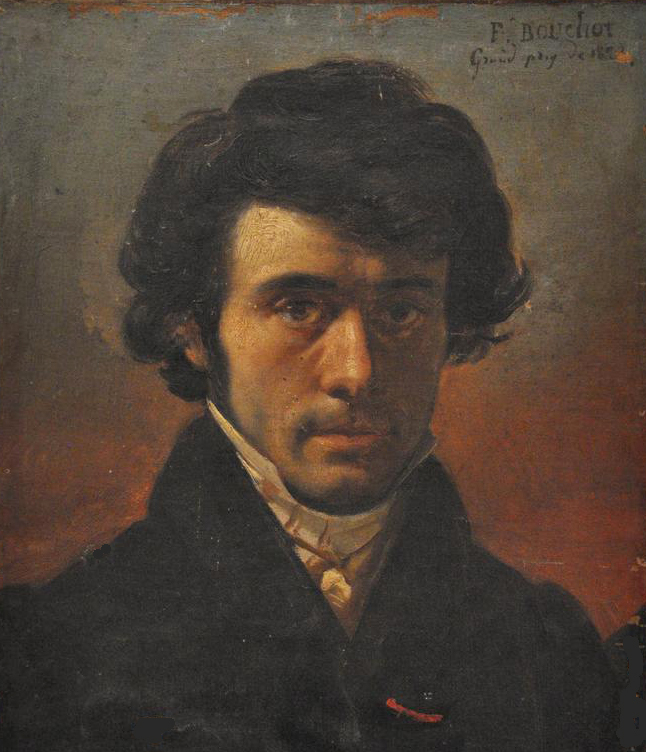
Villa Médicis, 1824-1828.
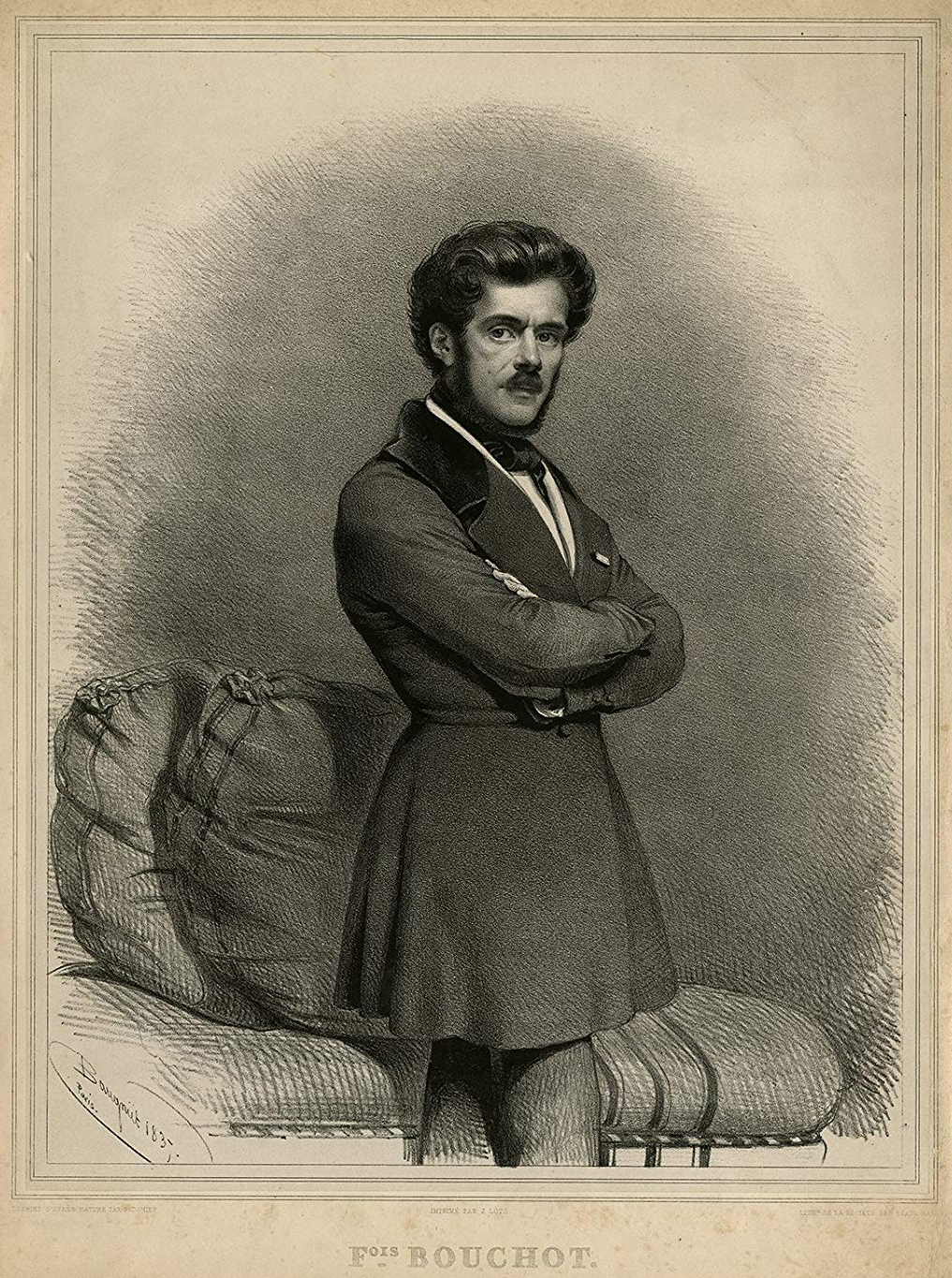
Par Charles Baugniet, vers 1835.
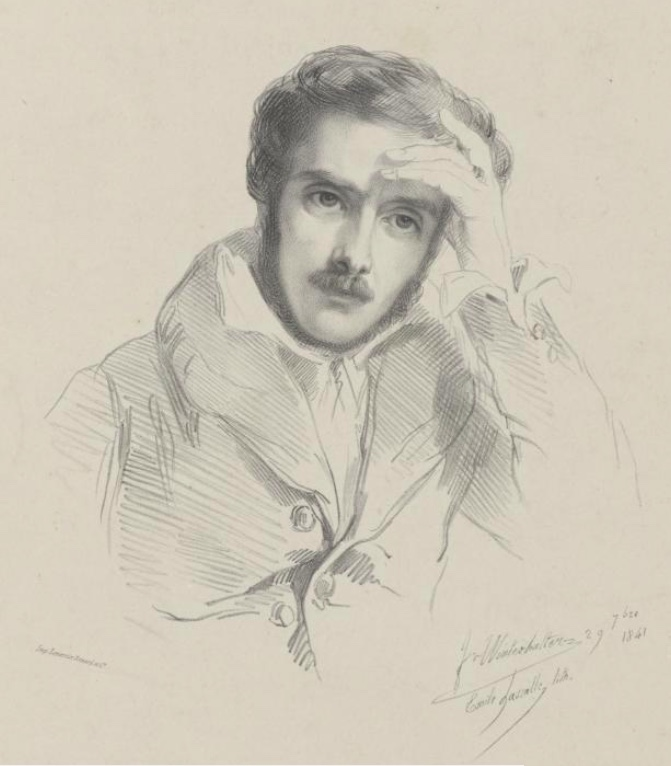
Par Winterhalter, 1841.

## Œuvres dans les collections publiques
- Chartres, musée des Beaux-Arts :
  - La mort des fils de César, toile 19 × 32 cm, esquisse, copie du tableau de Léthière qui se trouve au Luxembourg[4] ;
  - Pylade défendant Oreste, toile 113 × 145 cm, 1822[4] ;
  - Bacchus et Érigone (Une Bacchante), huile sur toile 154 × 202 cm, 1827, dépôt du musée du Louvre[5],[4] ;
  - Mort de Marceau, esquisse (inv. 56.19.1) ;
  - Funérailles du général Marceau, toile 484 × 666 cm, 1835[4] ;
  - La Tour-d'Auvergne devant l'ennemi, esquisse, toile 113 × 145 cm[4].

- Dijon, musée des Beaux-Arts : Portrait de l'artiste, 1827, huile sur toile, 62 × 51 cm.
- Paris :
  - musée Carnavalet : Les Tribulations de la Garde nationale, suite d'estampes.
  - musée de la Vie romantique : Portrait de la cantatrice Maria Garcia, dite La Malibran chantant  Desdémone dans l'opéra Otello de Rossini, 1834.
  - musée du Louvre : Le Tambour blessé, 1836, huile sur toile, 91 × 82 cm, don par l'intermédiaire de l'American Friends of Louvre.

Œuvres de François Bouchot
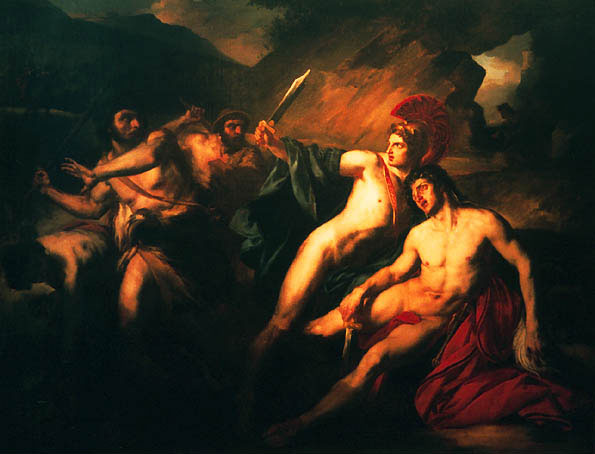
Pylade défendant Oreste (1822), musée des Beaux-Arts de Chartres.
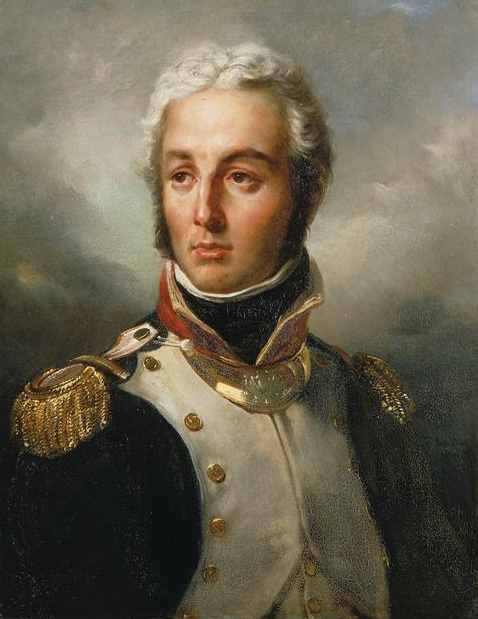
Portrait de Jean Victor Marie Moreau (1835), musée national des châteaux de Versailles et de Trianon.
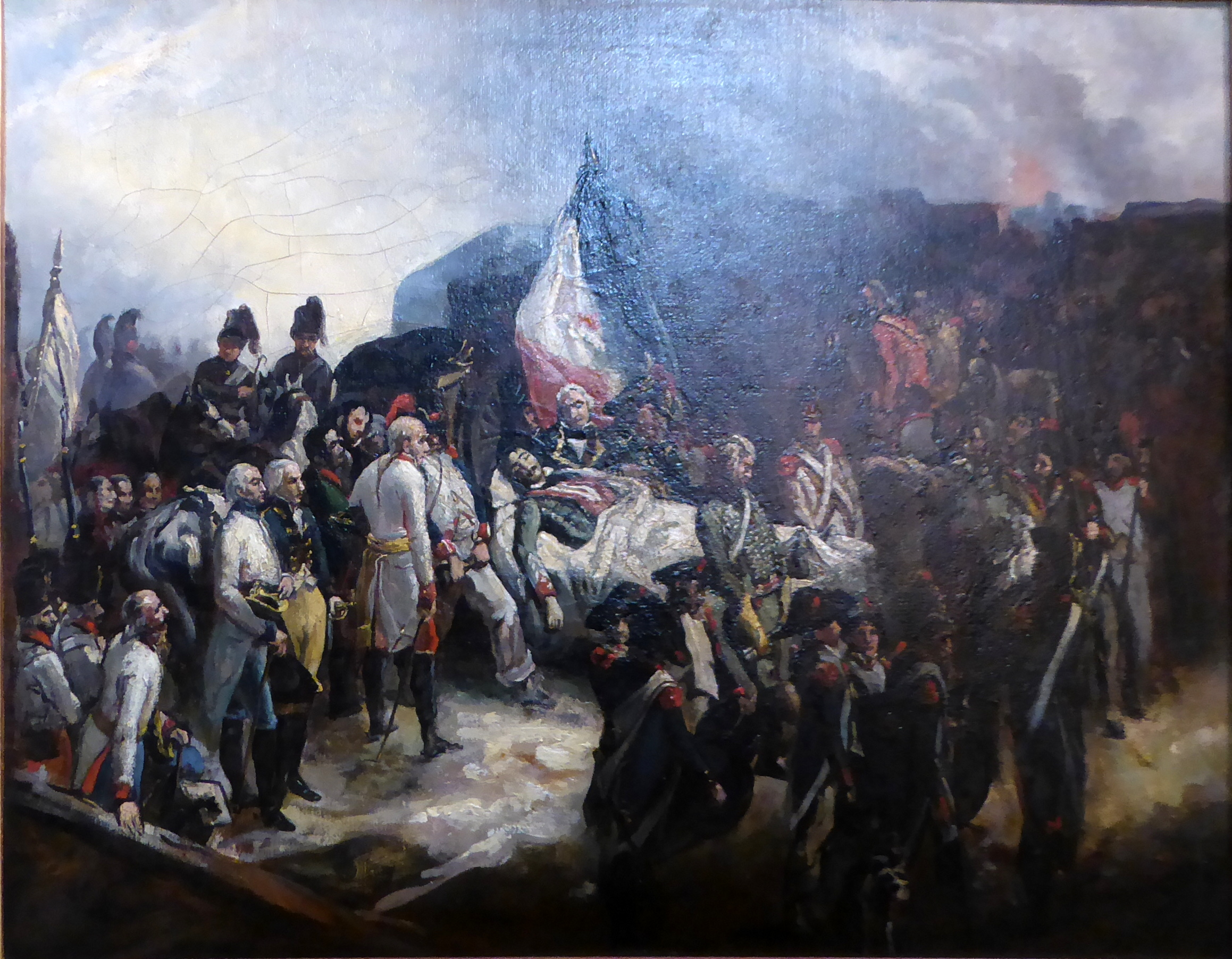
La Mort du général Marceau (1835), esquisse, musée des Beaux-Arts de Chartres.
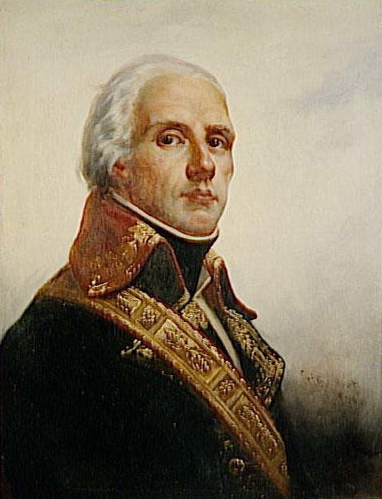
Portrait du général Dugommier (1836), musée national des châteaux de Versailles et de Trianon.
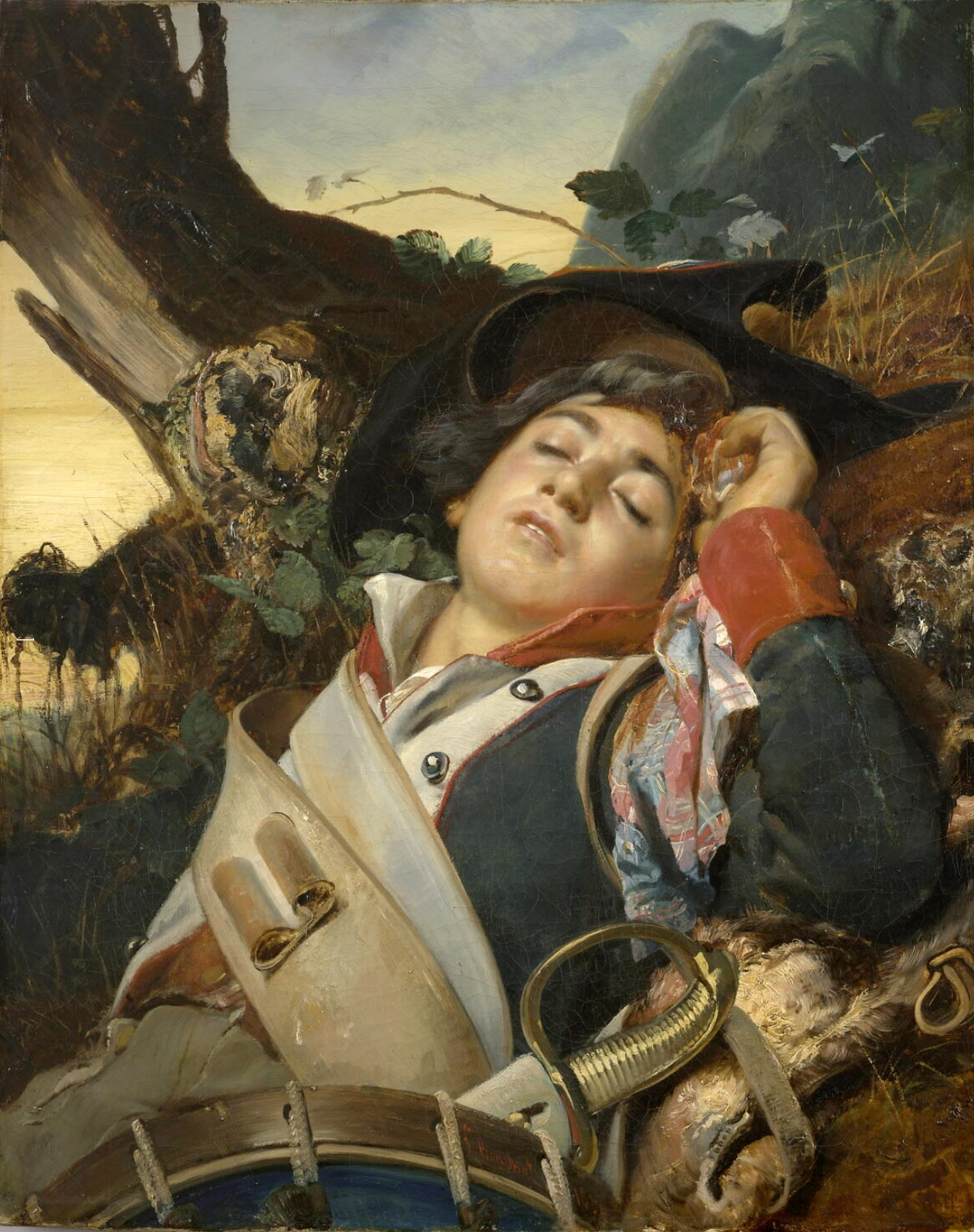
Le Tambour blessé (1836), Paris, musée du Louvre.
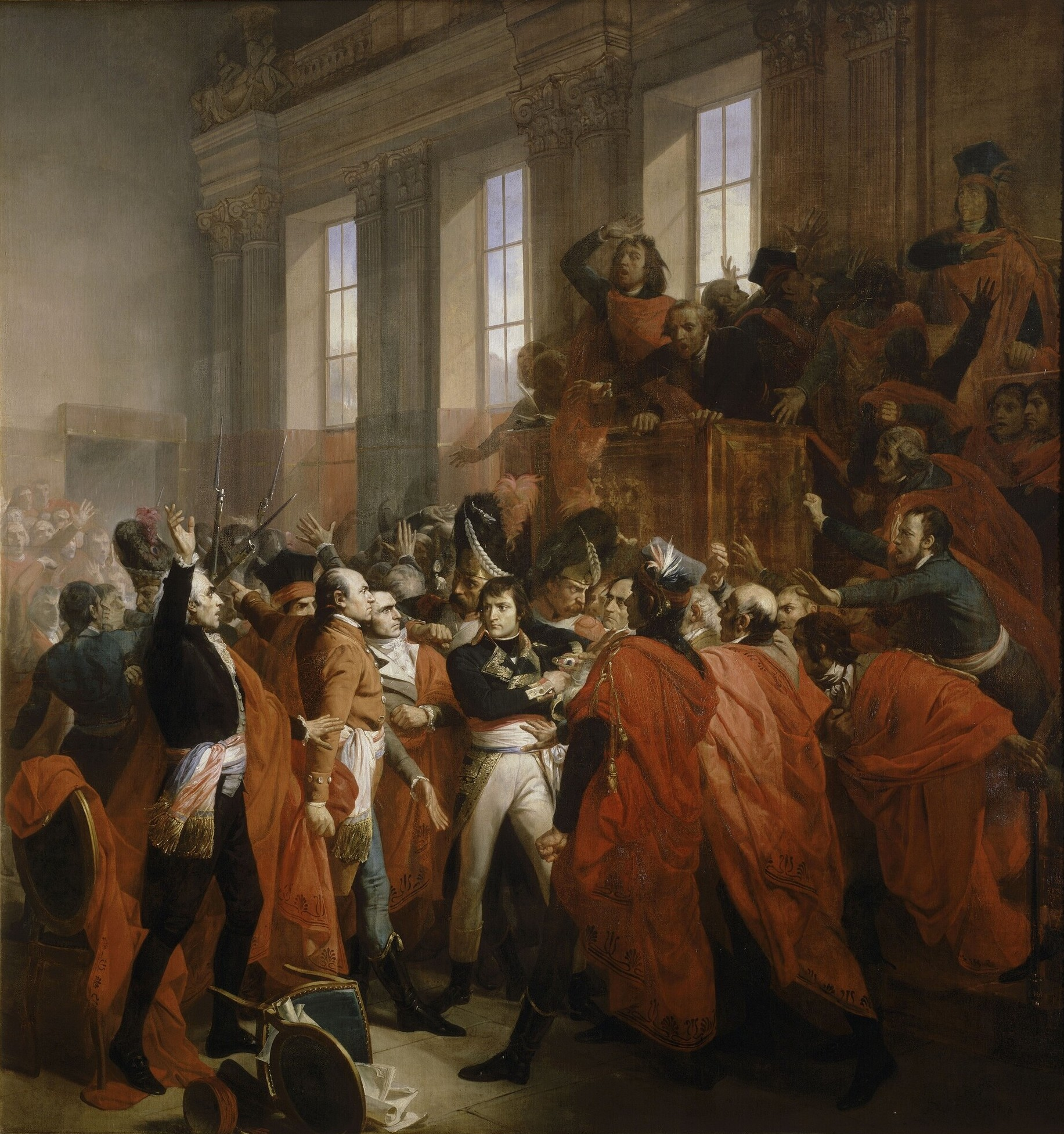
Le Général Bonaparte au Conseil des Cinq-Cents (1840), musée national des châteaux de Versailles et de Trianon.